# Konfirmationskåpa
Konfirmationskåpa eller konfirmandkåpa är en fotsid vit dräkt som kan bäras av konfirmander vid konfirmation. Sedan decennier är konfirmandkåpan i allmänt bruk inom Svenska kyrkan, där den tillhandahålls av församlingarna. 
Konfirmationsdräkten infördes i Sverige på S:t Sigfrids folkhögskola i Växjö år 1959. Tidigare tradition i Svenska kyrkan var att konfirmanderna bar egna kläder, först svarta och längre fram i tiden vita. 
Enligt rektorn Sven Hultman på folkhögskolan hade man diskuterat frågan om en enhetlig, ekonomisk och praktisk klädsel vid internatkonfirmationen vid folkhögskolan, när Riksteatern den 30 januari 1959 gav en skolföreställning av Strindbergs Mäster Olof på Växjö Teater. I början av föreställningen förekom en grupp skolgossar i vita fotsida dräkter. Hultman som såg föreställningen beställde från kostymateljén i Stockholm 26 dräkter i oblekt bomull med gördel kring midjan och för flickorna en lös krage, så kallad pellerin. Enligt en annan uppgift var det ingenjör Lennart Moser och hans fru Inga-Lill som sett liknande plagg dels i Norge och dels 1955 i Rom. Paret tillverkade och sålde konfirmationskåpor via företaget Tele-Modeller AB Liturgia.
Redan den 19 april hade Aftonbladet en stor artikel med rubrik över hela sidan: ”Föräldranej till dyrbara konfirmationskläder” och en bild av kåpan, som benämndes den ”fotsida alban”. Den 11-12 juli 1959 togs dräkterna i bruk och mottogs med stor glädje på skolan. Önskemål att få låna dem kom från många håll.
Bruket av konfirmationskåpa slog tidigt igenom i Stockholm, men tog väsentligt mycket längre tid på sig i Göteborg. Ännu under 1980-talet har i Dalarna istället använts sockendräkt.
Konfirmationskåpan torde nu genomgående ha samma utformning för flickor och pojkar. Likheten med den ofta använda dopdräkten har etablerat ett symboliskt samband där man ser att konfirmanden åter klär sig i sin dopklänning, men nu har fötterna nått ner och konfirmanden kan själv vandra i sitt dop och växa i sin tro. Det som från början var en praktisk och ekonomisk fråga har även fått en teologisk dimension.
Konfirmationskåpor används även vid konfirmationer i Norska kyrkan, ibland i Svenska Missionskyrkan (nu uppgången i Equmeniakyrkan) men sällan i Danska folkkyrkan.